# Кириченко, Лука Романович
Лука Романович Кириченко (1895—1976) — передовик советского сельского хозяйства, бригадир колхоза «Красный таманец» Северского района Краснодарского края, Герой Социалистического Труда (1948).

## Биография
Родился в 1895 году на территории современного Краснодарского края.
Во второй половине 1940-х годов работал в колхозе «Красный таманец» Северского района бригадиром полеводческой бригады.
По итогам сбора урожая в 1947 году бригада Кириченко получила пшеницы 31,5 центнеров с гектара на площади 18,8 гектаров.
Указом Президиума Верховного Совета СССР от 6 мая 1948 года за получение высокого урожая пшеницы и кукурузы Луке Романовичу Кириченко было присвоено звание Героя Социалистического Труда с вручением ордена Ленина и медали «Серп и Молот».
Проживал в посёлке Ильском (ныне станица Ильская). Умер в 1976 году.

## Награды
- золотая звезда «Серп и Молот» (06.05.1948)
- орден Ленина (06.05.1948)
- другие медали.